# Chřástal mikronéský
Chřástal mikronéský (Zapornia monasa, syn. Porzana monasa), známý také jako chřástal kusajský, je vyhynulý chřástalovitý pták z rodu Zapornia, do kterého byl přeřazen z rodu Porzana v roce 2014. Na základě předchozích systematik byl druh řazen i do rodu Rallus či Aphanolimnas. Příbuzný byl pravděpodobně chřástalům Zapornia tabuensis a Zapornia atra.

## Popis
Chřástal mikronéský byl malým druhem, který měřil asi 18 cm. Podobně jako někteří jiní ostrovní ptáci, ani chřástal mikronéský nebyl se svými malými zaoblenými křídly schopen letu. Zbarvení měl černé s odlesky, na hrdle a bradě světlejší, končetiny měly barvu rudou. Ocas byl zespodu skvrnitý, jeho horní část měla pouze hnědé zbarvení, stejně jako část letek. Část krycích per na křídlech byla zdobena skvrnami. Černě zbarvený zobák byl na svém konci tmavší, duhovka měla zbarvení červené. U druhu se pravděpodobně nevyvinul zřetelný pohlavní dimorfismus. Vzhledem se mohl podobat jiným druhům, jako je například stále žijící chřástal temný (Porzana tabuensis), zaměnit jej bylo možno i s chřástalem hendersonským (Porzana atra). Vzhled mláďat a nedospělých jedinců není znám.

## Biologie
Chřástal mikronéský se vyskytoval na ostrově Kosrae. Tento ostrov sopečného původu je součástí dnešního státu Federativní státy Mikronésie, má rozlohu více než 100 km2 a tyčí se do nadmořské výšky až 656 metrů. Během devatenáctého století se zde rozprostíral bujný les, jehož stále vlhké oblasti chřástal mikronéský obýval, stejně tak jako bažiny. Druh žil samotářsky na zemi, jinak o jeho chování není zaznamenáno dostatečné množství informací. Nedochovaly se záznamy ani o tom jak se rozmnožoval, čím se živil, ani jeho zvukový repertoár nebyl dostatečně prozkoumán. Kittlitz však tento druh označil za „vyzývavý a hlučný”.

## Historie
Druh objevil Heinrich von Kittlitz během svých cest po Tichomoří ke konci 20. let 19. století. Během let 1827 až 1828 shromáždil dva známé exempláře tohoto ptáka, oba připadly muzeu v Petrohradu. Původní obyvatelé ostrova považovali ptáka za posvátného. Kittlitz domorodé jméno uváděl jako satamanol, jiný cestovatel, W. F. Coultas, zaznamenal název nay tai mai not (pravděpodobně jiný přepis totožného jména). Když byl Kittlitz na ostrově, shledal ptáka jako vzácného. Asi za padesát let od Kittlitzova objevu chřástal vyhynul, přesné datum zůstalo neznámo. Společně s misionáři či velrybáři se na ostrov dostali nepůvodní predátoři, kteří ptáky zabíjeli. Roku 1880 strávil devět dní hledáním tohoto ptáka přírodovědec Otto Finsch, ale jeho pátrání skončilo neúspěchem. V roce 1931 se snažil chřástala najít i W. F. Coultas, ale do jeho pastí se žádný jedinec nechytil. Mezinárodní svaz ochrany přírody považuje chřástala mikronéského za vyhynulého od roku 1988.